# 天主教水牛城教区
天主教水牛城教區（拉丁語：Diocesis Buffalensis）是美國一個羅馬天主教教區，屬紐約總教區。教區於1847年4月23日成立。
教區管轄紐約州西部八縣，教座位於水牛城。教區於2010年時有教友710,000人、236個堂區和434名司鐸。教區主教現時出缺，宗座署理為愛德華·B·沙芬伯格，榮休主教為愛德華·U·基米克和利則·J·馬隆，輔理主教為愛德華·彌額爾·格羅茲。